# Ban Quản lý Đường sắt đô thị Thành phố Hồ Chí Minh
Ban Quản lý Đường sắt đô thị Thành phố Hồ Chí Minh (tiếng Anh: Management Authority for Urban Railways – MAUR) là đơn vị trực thuộc Ủy ban nhân dân TP.HCM, chịu trách nhiệm quản lý đầu tư xây dựng, khai thác và vận hành hệ thống đường sắt đô thị của thành phố. MAUR được thành lập theo Quyết định số 119/QĐ-UBND ngày 13/09/2007 của UBND TP.HCM.
Trụ sở chính của MAUR đặt tại số 29 đường Lê Quý Đôn, phường Xuân Hòa, Thành phố Hồ Chí Minh.
Về cơ cấu tổ chức, MAUR bao gồm các phòng ban chuyên môn và các ban quản lý dự án, với tổng số viên chức và người lao động là 229 người, trong đó: 40 người trình độ sau đại học, 173 người trình độ đại học, 7 người trình độ cao đẳng, trung cấp và 9 người lao động phổ thông.
Ông Phan Công Bằng, Phó Giám đốc Sở Giao thông Vận tải TP.HCM, đã được bổ nhiệm làm Trưởng Ban Quản lý Đường sắt đô thị TP.HCM vào ngày 1/10/2024.
Hiện tại, MAUR đang triển khai các dự án tuyến metro, bao gồm Tuyến 1 và Tuyến 2, cùng với việc nghiên cứu và phát triển các tuyến khác nhằm hoàn thiện mạng lưới đường sắt đô thị của TP.HCM.

## Tình trạng người điều hành
Nguyên Phó trưởng Ban Quản lý đường sắt đô thị TP.HCM (MAUR), Bí thư Đảng ủy Hoàng Như Cương đi Mỹ từ nửa đầu tháng 12 năm 2018 khi chưa được cấp thẩm quyền cho phép theo quy định. Trước khi đi nước ngoài, ông Cương đã viết tay đơn xin nghỉ việc đột xuất không hưởng lương, gửi trưởng MAUR. Thời gian xin nghỉ phép bắt đầu từ ngày 10 đến hết ngày 31-12-2018. Ông Cương sau đó bị cảnh cáo về Đảng và chính quyền và tự thôi việc sau khi Ban Thường vụ Thành ủy không cho kéo dài giữ chức vụ Phó trưởng MAUR.
Sau đó, ông Lê Nguyễn Minh Quang, nguyên trưởng ban MAUR, đã nộp đơn xin thôi việc vì lý do cá nhân. Tính đến thời điểm tháng 12/2018 đã có tới 42 người nghỉ việc, trong số này có 5 lãnh đạo phòng/ban, 37 chuyên viên. Đó là chưa kể 3 người nghỉ do tinh giản biên chế. Hàng loạt lãnh đạo chủ chốt và nhiều cán bộ, chuyên viên, nhân viên Quản lý đường sắt đô thị TP.HCM cũng đã nộp đơn xin nghỉ việc và được chấp thuận. Mọi việc chỉ ổn định lại khi đồng chí Bùi Xuân Cường, nguyên Giám đốc Sở Giao thông vận tải TP.HCM được Ban Thường vụ Thành ủy TP.HCM chỉ định về làm Trưởng MAUR thay ông Quang bị miễn nhiệm.